# Croton subserratus
Croton subserratus är en törelväxtart som beskrevs av Eugene Jablonszky. Croton subserratus ingår i släktet Croton och familjen törelväxter. Inga underarter finns listade i Catalogue of Life.